# Hatiora rosea

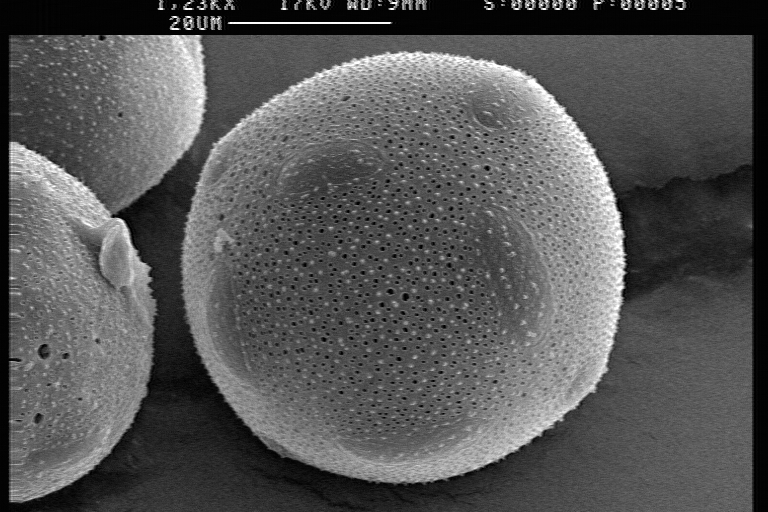
Gra de pol·len d'Hatiora rosea

Hatiora rosea és una espècie botànica del gènere Hatiora que pertany a la família de les cactàcies, i un pare híbrid del "cactus de Pasqua" (Hatiora × graeseri).

## Descripció
Hatiora rosea creix generalment amb 1-3 tiges principals en posició vertical. El pis o tres per hexagonal, inicialment vermellós, segments de tija verda després foscos són còncaves i de 2 a 4 centímetres de llarg en els costats. Les vores es fan osques de dues a tres vegades. Les arèoles estan situades al llarg de les vores i la part superior dels brots. Només estan ocupats amb unes poques fines truges.
Les grans flors de color rosa en forma d'embut són de 3 a 4 centímetres de llarg i tenir només com a diàmetre. El fruit de color groguenc es va deprimir esfèrica.

## Distribució i hàbitat
L'àrea de distribució d'Hatiora rosea s'estén des de l'estat brasiler de Paranà a Rio Grande do Sul, on creix al bosc ennuvolat en altituds de 1000 a 2000 metres.

## Taxonomia
Hatiora rosea va ser descrita en la primera descripció (1912) com a Rhipsalis rosea per Nils Gustaf Lagerheim. Wilhelm Barthlott va posar el 1987 en el gènere Hatiora.
Etimologia
Hatiora: nom genèric atorgat en honor del matemàtic, astrònom i explorador anglès Thomas Harriot (1560-1621), en forma d'un anagrama del seu nom.
rosea epítet que ve del llatí, significa "rosa".